# Ólimbosz (Ciprus)
Az Ólimbosz vagy más néven Kionísztrasz (görögül Όλυμπος, Χιονίστρας, törökül: Olimpos) Ciprus legmagasabb hegye, amely a Tróodosz-hegységben, a Limassol kerületben, Limassol városától 34 kilométerre található.

## Geológia
A csúcs közelében megtalálható ofiolit miatt a hegy geológiai szempontból is érdekes.
A hegy a Tróodoszi Nemzeti Erdőpark területén található és – a Tróodosz-hegység többi részéhez hasonlóan – a sziget egészéhez viszonyítva csapadékosabb és hűvösebb.

## Sport és turizmus
Helyi neve a Kionísztrasz jelentése „hóverem”. Egyes források szerint e név eredete az, hogy az ottomán időkben innen szállítottak havat Nicosiába. A hegyet – amin  négy sípálya, a Zeusz, az Aphrodité, a Héra és a Hermész üzemel – január és március között általában hó borítja. Ez – mivel az Ólimbosz Limassolból autóval viszonylag könnyen elérhető – az év egy rövid szakaszában lehetővé teszi, hogy a sportolók egy napon belül síeljenek és megfürödjenek a tengerben.
A hegy körül fut a hét kilométer hosszú Artemisz-ösvény, amely mind növényzet (feketefenyő erdő, több száz éves óriásfákkal), mind geológiai értékek szempontjából figyelemre méltó.

## Építmények
A hegy csúcsán a brit Királyi Légierő katonai radarja üzemel, amely a NATO számára is fontos adatokat szolgáltat a térségről. A katonai létesítmények miatt a csúcs nem látogatható.